# Leoncio
Leoncio (en griego: Λεόντιος, romanizado: Leóntios; 660-706) fue emperador de los Romanos durante unos pocos años a finales del siglo VII. Durante su breve reinado (695-698) el imperio perdió su provincia del norte de África (Cartago), que cayó en manos de los árabes.

## Biografía
Nació en Isauria. Fue un soldado profesional, se levantó rápidamente a través de rangos y fue nombrado strategos (gobernador militar) del tema de Anatolia durante el reinado de Emperador Constantino IV.
Leoncio había sido un general que había servido a los emperadores Constantino IV y Justiniano II. Justiniano II lo mandó encarcelar tras ser derrotado por los árabes en Sebastopolis. Fue liberado en 695 e inmediatamente organizó un golpe de Estado que depuso a Justiniano II; un emperador que era odiado por la población debido a su dura política fiscal. Leoncio ordenó amputar la nariz a Justiniano II y desterrarlo a la colonia de Quersoneso situada en Crimea.
El reinado de Leoncio duró escasamente tres años y fue bastante impopular. El acontecimiento más importante de su reinado fue la pérdida del Exarcado de África, que fue conquistado por los árabes entre 697 y 698. Una flota imperial enviada a defender la provincia y que fue derrotada, proclamó como emperador a su comandante Apsimar. A su regreso la flota depuso a Leoncio, que había sido incapaz de asentar su poder y Apsimar, que tomó el nombre de Tiberio III, le sustituyó como emperador.
Leoncio fue mutilado y encerrado en un convento por su sucesor, donde vivió hasta 705, cuando Justiniano II recuperó el trono romano y como venganza por los sucesos de 695 mandó ejecutarle.